# Laure Diebold
Laure Diebold (10 de enero de 1915 - 17 de octubre de 1965), nacida como Laurentine Mutschler, fue una integrante destacada de la Resistencia francesa durante la Segunda Guerra Mundial. Secretaria y asistente de Jean Moulin, fue arrestada y deportada a Auschwitz, Ravensbrück y finalmente Buchenwald. Además, es una de las seis mujeres que han recibido el título de Compagnon de la Libération.

## Biografía
Diebold nació el 10 de enero de 1915 con el nombre de Laurentine Mutschler en la localidad alsaciana de Erstein, por aquel entonces parte del Imperio Alemán, en una familia patriota francesa. Uno de sus tíos participó voluntariamente en el ejército francés durante la Primera Guerra Mundial. Pasó su infancia en Sainte-Marie-aux-Mines donde vivían sus padres desde el año 1922. En 1918 se convierte oficialmente en ciudadana francesa. Al finalizar sus estudios, justo antes de la Segunda Guerra Mundial, se convirtió en asistente administrativa en los "Etablissements Baumgartner".
En 1940, Mutschler integró la red de resistencia "A.V." (siglas de "Ejército de los Voluntarios" en francés), dirigida por el Dr. Bareiss en la Alsacia anexionada, al mismo tiempo que trabajó como agente secreta bajo el nombre de "Mado" en otra red de resistencia conocida como "Mithridate". Sus labores como espía hizo que llegase a acoger en su casa a prisioneros de guerra fugitivos para ayudarlos a escapar a Francia; pero poco antes de la Navidad de 1941 tuvo que abandonar su región natal, escondiéndose en una locomotora dirección a Lyon, en la Francia de Vichy. Allí trabajó como asistente administrativa en el servicio de refugiados de Alsacia y desde 1942, recopiló información para su red de resistencia "Mithridate" antes de codificarla y enviarla a Londres por correo postal.
El 31 de enero de 1942, Mutschler se casó con Eugène Diebold, otro resistente francés que también escapó a Lyon. El 18 de julio de 1942 fue arrestada junto a su marido, pero la Gestapo los liberó el 24 del mismo mes. Se trasladaron a Aix-les-Bains, donde Mutschler pasó a ser conocida como "Mona".
En septiembre de 1942 fue ascendida al rango de teniente de las Fuerzas Francesas Libres. Fue asignada al cargo de secretaria privada de Jean Moulin a principios de agosto donde adquiere su nuevo alias "Mado", recibiendo el número de agente 8382; solo conoce en persona a Moulin en una sola ocasión, el 8 de diciembre de 1942. Tras el arresto de Jean Moulin en 1943, fue enviada a París para ser secretaria de Georges Bidault.
Fue arrestada nuevamente el 23 de noviembre de 1943 junto a su marido y enviada a la prisión de Fresnes. No fue sometida a tortura porque convenció a sus captores nazis de que era solo una secretaria y no una figura importante de la red de resistencia. Sin embargo, fue enviada al campo de concentración de Schirmeck el 17 de enero de 1944, y entre enero de 1944 hasta su liberación en abril de 1945 estuvo en los campos de Auschwitz, Ravensbrück y Buchenwald.
Liberada por los estadounidenses en abril de 1945, regresó a París el 16 de mayo. Trabajó en la dirección general de estudios y investigaciones. En 1947 acompañó a Moscú al nuevo Ministro de Asuntos Exteriores y antiguo jefe de Diebold, Georges Bidault. En 1957 se convirtió en secretaria y bibliotecaria de la empresa lyonesa de Rhodiacéta.
Diebold murió repentinamente el 17 de octubre de 1965 en Lyon y, siguiendo sus últimos deseos, fue enterrada en la comuna de Sainte-Marie-aux-Mines en Alsacia, después de haber recibido todos honores militares en la catedral de Lyon. Hoy en día, una calle de Lyon y una plaza de Sainte-Marie-aux-Mines llevan su nombre en su honor. También recibió varias condecoraciones francesas, entre ellas la Orden de la Liberación, la Medalla de la Resistencia, la Croix de guerre 1939-1945 y fue nombrada Caballero de la Legión de Honor.